# Kenneth Malitoli
Kenneth Malitoli   (Lusaka, 20 d'agost de 1966) és un exfutbolista zambià de la dècada de 1990.
Fou internacional amb la selecció de futbol de Zàmbia.
Pel que fa a clubs, destacà a Espérance i Nkana.
Trajectòria com a entrenador:
- 2001 Indeni FC
- 2002 Kitwe United
- 2003-2004 Kitwe Flying Bombers
- 2004-2006 Forest Rangers
- 2007 Nkana
- 2007-2009 Nchanga Rangers
- 2009-2010 Kalulushi Modern Stars
- 2011-2013 Livingstone Pirates
- 2014- Lusaka City Council